# Moskito Island

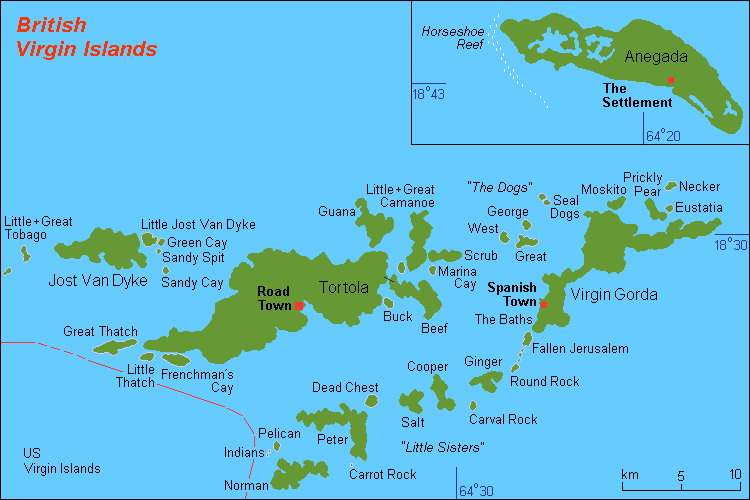
Brittiska Jungfruöarna

Moskito Island (engelska Moskito Island, ofta felaktigt stavat "Mosquito") är en ö i ögruppen Brittiska Jungfruöarna i Västindien som tillhör Storbritannien.

## Geografi
Moskito Island ligger i Karibiska havet ca 10 km nordöst om huvudön Tortola och endast cirka 100 m norr om "Anguilla Point" på Virgin Gorda och ca 1 km sydväst om Necker Island.
Ön är av vulkaniskt ursprung och har en areal om ca 0,5 km² och utanför ön ligger korallrevet Colquhorn Reef. Den högsta höjden är på ca 50 m ö.h.
Den numera helt privatägda ön saknar bofast befolkning.
Ön kan endast nås med fartyg, färjan från Tortola tar ca 30 minuter.

## Historia
Moskito Island upptäcktes 1493 av Christofer Columbus under sin andra resa till Nya världen.
Namnet härstammar från Moskito, en indianstam som levde på ön före 1500-talet.
1672 införlivades ön i den brittiska kolonin Antigua.
1773 blev ön tillsammans med övriga öar till det egna området Brittiska Jungfruöarna.
På 1960-talet öppnades en turistanläggning på ön av den engelske marinarkeologen Bert Kilbride. Den stängdes 1997.
2007 köptes ön av den engelske äventyraren och företagaren Sir Richard Branson och nu är hela ön privatägd. Branson äger även Necker Island.
Idag är ön övergiven i väntan på utbyggnaden av en planerad turistanläggning.